# Frederick Vavasour Broome Witts
Frederick Vavasour Broome Witts, britanski general, * 1889, † 1969.